# Mosman
Mosman is een voorstad van Sydney in de Australische deelstaat New South Wales. De voorstad is gesitueerd aan de noordkant van de haven van Sydney. Mosman telt ongeveer 26.000 inwoners.

## Bezienswaardigheden
- Taronga Zoo

## Geboren in Mosman
- Kerry Melville, voormalig Australisch tennisspeelster